# 欧洲帝国
欧洲帝国是一個極右翼的馬耳他政黨，于2000年由诺曼·洛厄尔创建，他也是该党党魁。 其主要目標是將歐洲統一為一個政治實體。

## 政党宗旨
该党的既定目标是将所有欧洲本地人团结在一面旗帜下，因此命名为“欧洲帝国”。并且认为欧洲的文化是高级的，并且欧洲应该团结起来。

### 关于政治改革的提案
该党提倡一个临时的民族团结政府，一个精英政治和民主政治的双重体制，并采取总统制，以保护少数精英，同时保障民主自由。具体的执行方法是民众民主选举总统，然后总统将从各个领域挑选专家组成技术官僚内阁，类似于1995年在意大利兰贝托·迪尼组建的内阁。
同时，暂时保留现有的议会，先对这个新制度进行试验。 四年后，将举行公民投票，以允许人民决定是否继续实施这个制度，还是回到之前的议会代议制民主制度。 如果选择前者，总统和内阁成员将继续执政五年，而议员将被解雇，并提供丰厚的退休金。

### 其他政策
- 只收取固定10％的增值税并且取消个人所得税。
- 灵活的外交政策
- 推行更合理，更有计划的建筑方法
- 废除无受害人的罪行
- 建造一个人工岛屿，用于提供能源，同时作为垃圾填埋场
- 公民自由：言论自由和结社自由
- 免费提供体外受精的服务以促进人口增长
- 持枪权
- 仅在极端情况下允许堕胎，例如强奸或挽救孕妇的生命

## 欧洲议会选举
诺曼·洛厄尔是2004年6月12日在马耳他举行的第一次欧洲议会选举中的党候选人。他从总共250,691票中获得了1,603张票。在2009年的欧洲议会选举中，洛厄尔获得了3,359张票（比2008年的欧洲议会选举增加了122％）。洛厄尔于2014年再次竞选，获得7,000张选票，是2009年欧洲议会选举结果的两倍多。

## 2008年大选
在2008年3月的议会选举中，洛厄尔是第11区和第12区的党候选人，主张反对非法移民，共自两个地区获得84票的首票，為总票数的0.03％。

## 外部連結
- 官方网站